# 冖部
冖部（べきぶ）は、漢字を部首により分類したグループの一つ。
康熙字典214部首では14番目に置かれる（2画の8番目）。

## 概要

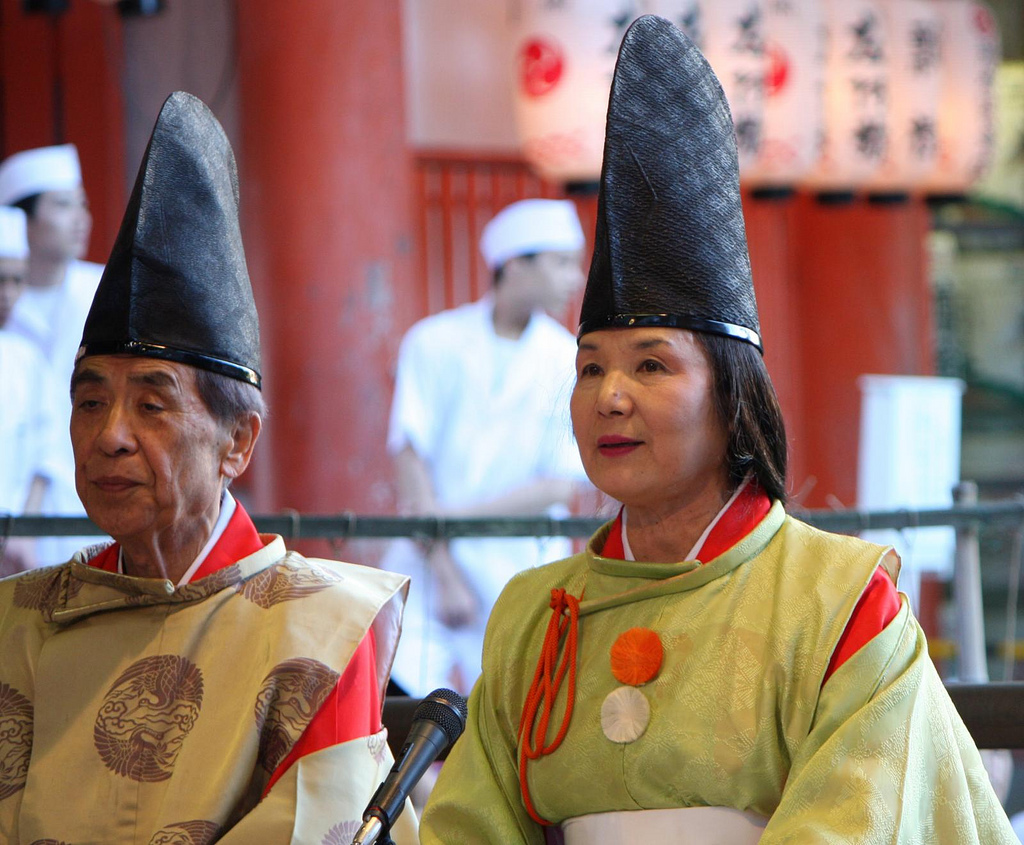

冖の字は布で物を覆うことを象り、偏旁では意符として「覆う」ことに関する事柄を表す。
冖部は「冖」を構成要素とする漢字を収めるとともに、「冖」の形を筆画として持つ漢字も分類している。そのほか宀部の縦線（点画）が省略化された異体字が存在し、冦（寇）、冨（富）がそれに該当するほか、写も元の字は寫と宀部の縦線（点画）が省略化された字である。

## 部首の通称
- 日本：わかんむり（カタカナのワの字に似るところから）、ひらかんむり、べきかんむり
- 中国：禿宝蓋
- 韓国：민갓머리부（mingat meori bu、飾りのない宀の冠の部）
- 英米：Radical Cover

## 部首字
冖 - 「冪」に通ずる
- 中古漢語
  - 広韻 - 莫狄切
  - 詩韻 - 錫韻、入声
  - 三十六字母 - 明母
- 現代漢語
  - 普通話 - ピンイン：mì 注音：ㄇㄧˋ ウェード式：mi4
  - 広東語 - mik6
- 日本語 - 音：ベキ（漢音）・ミャク（呉音）
- 朝鮮語 - 音：멱(myeok) 訓：덮을（deopeul、覆う）

小篆

## 例字
- 冠・冤・冥・軍・𠖎・肎・鼏
- 冗